# Ørsta
Ørsta ( ? i  escolteu-ne la pronunciació en noruec) és un municipi situat al comtat de Møre og Romsdal, Noruega. Té 10.677 habitants (2016) i té una superfície de 804.90 km². Està situat a la regió de Sunnmøre de la Noruega occidental. El centre administratiu del municipi és el poble homònim.

## Informació general
El municipi d'Ørsta s'establí l'1 d'agost de 1883 quan es va separar del municipi de Volda. La població inicial era de 2,070 persones. L'1 de gener de 1893, la granja d'Ytrestølen (13 habitants) va traslladar-se d'Ørsta a Volda. L'1 de gener de 1964, els municipis de Hjørundfjord i Vartdal van ser també fusionats amb Ørsta. El renovat i expandit municipi d'Ørsta tenia llavors una població de 9,252 persones.

### Nom
El municipi és anomenat així pel fiord d'Ørsta (en nòrdic antic:Œrstr). El significat de la paraula és desconegut. Abans del 1918, el nom s'escrivia Ørsten.

### Escut d'armes
L'escut d'armes és modern. Se'ls hi va concedir el 13 de juliol de 1984. Les armes consisteixen en tres diamants platejats en un fons blau. Els tres diamants representen les muntanyes reflectint-se en les aigües del fiord.

### Esglésies
L'Església de Noruega té quatre parròquies (sokn) al municipi d'Ørsta. És part de la llista d'esglésies de la diòcesi de Møre.
| Parròquia (Sokn) | Nom de l'església        | Localització    | Any de construcció |
| ---------------- | ------------------------ | --------------- | ------------------ |
| Ørsta            | Església d'Ørsta         | Ørsta           | 1864               |
| Vartdal          | Església de Vartdal      | Nord de Vartdal | 1876               |
| Hjørundfjord     | Església de Hjørundfjord | Sæbø            | 1880               |
| Storfjorden      | Església de Bjørke       | Bjørke          | 1919               |

## Geografia

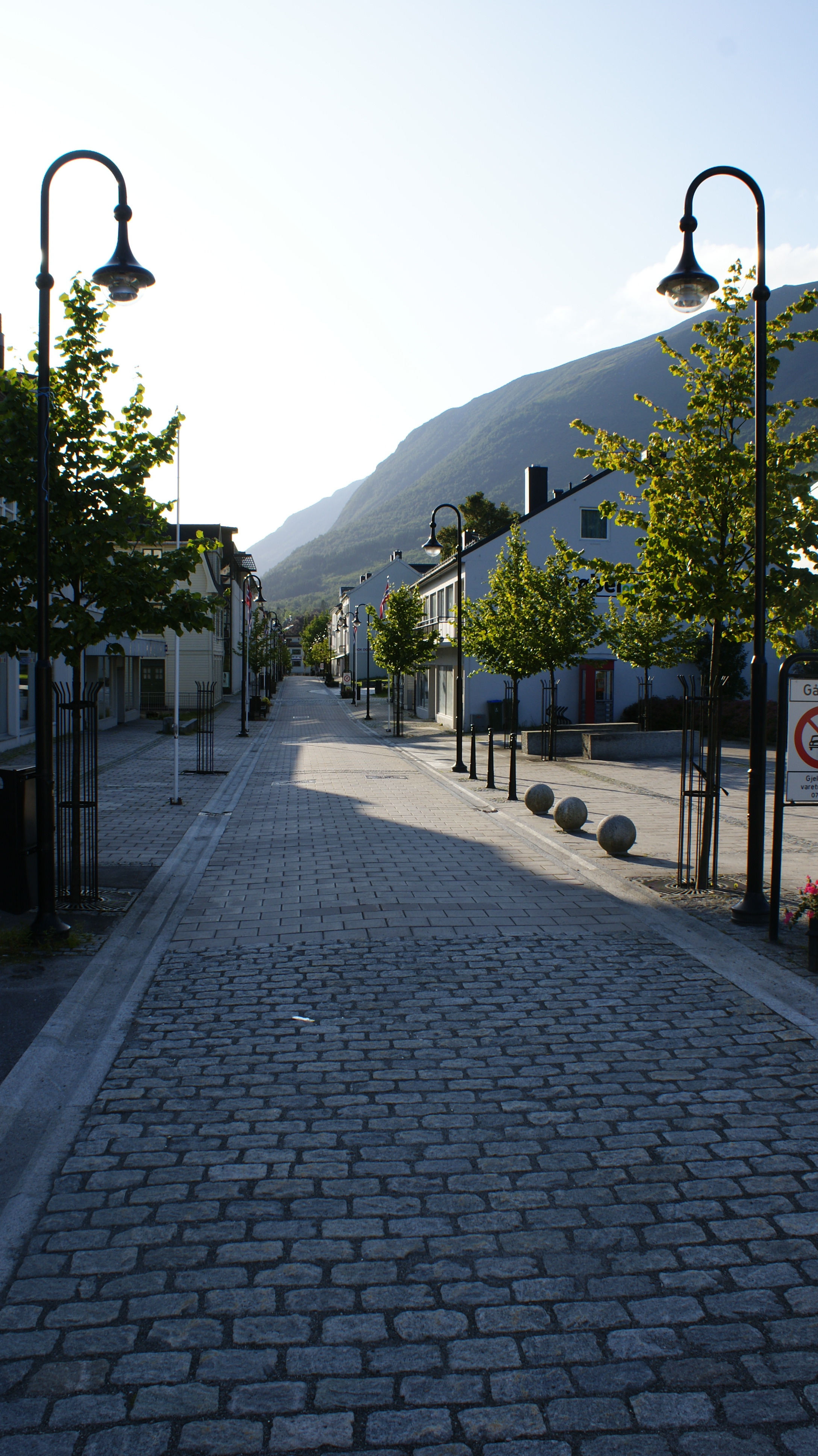
El centre d'Ørsta.

De l'àrea total, el 48% del municipi es troba a una altura de 600 msnm. A part de les muntanyes, els elements geogràfics predominants són els fiords: Storfjorden al nord, Vartdalsfjorden, Ørstafjorden a l'oest, i Hjørundfjorden a l'est. Només el sud està connectat amb terra amb el municipi de Volda. Per altra banda, limita amb els municipis de Sula al nord, Hareid i Ulstein (només per mar) a l'oest, Sykkylven al nord-est, Stranda al sud-est i amb el comtat de Sogn og Fjordane al sud-est.

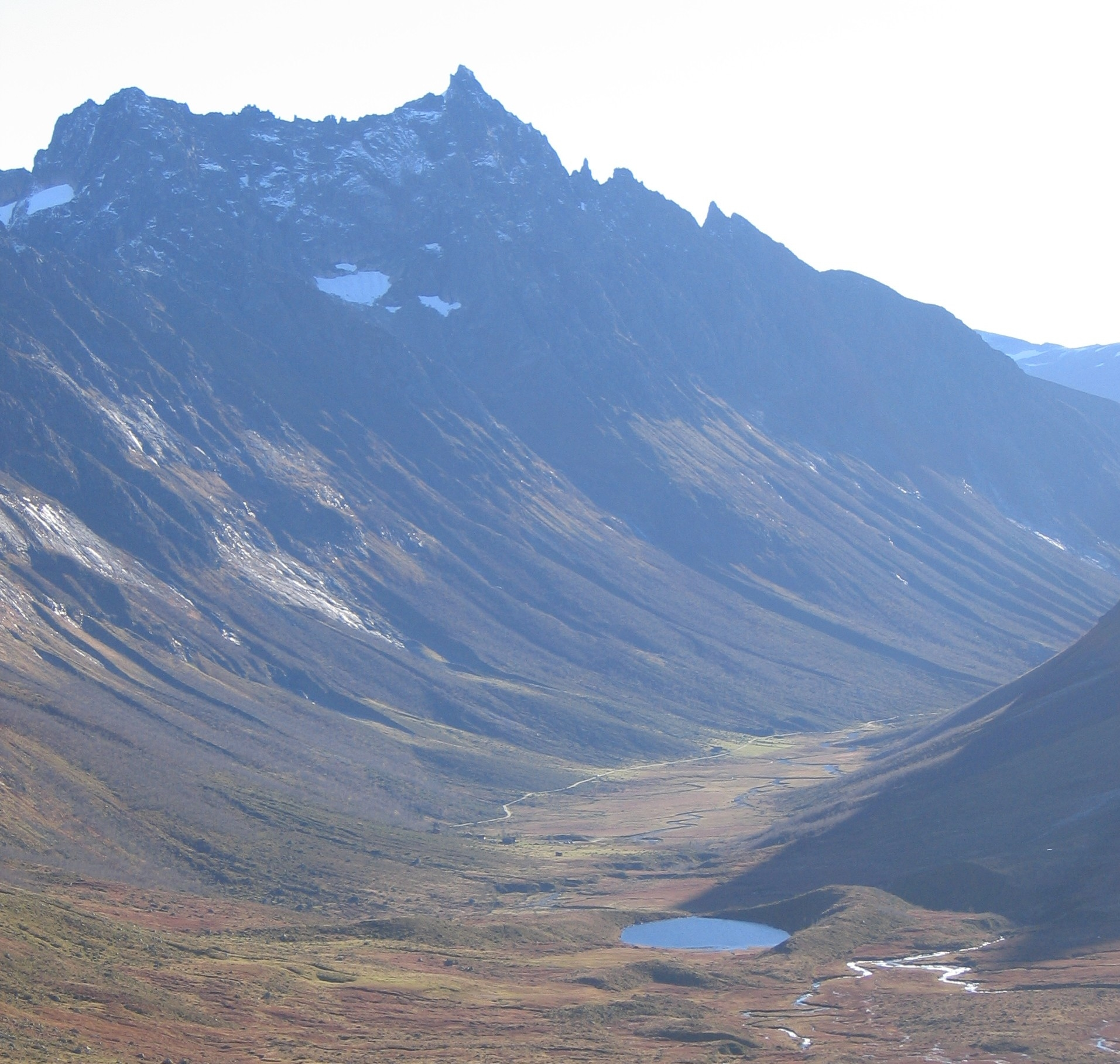
La muntanya Kolåstinden, de 1.432 msnm.

El municipi és també el cor de les muntanyes Sunnmørsalpene, una zona particularment salvatge situada a la part sud del comtat de Møre og Romsdal. Els principals pics són Slogen, de 1.564 metres, Skårasalen, de 1.542 metres, Kolåstinden, de 1.432 metres, Ramoen, de 1.419 metres, Saudehornet, de 1.303 metres, i Romedalstinden, de 1.295 metres. Altres muntanyes són Hornindalsrokken, Kvitegga, i Jakta.

## Economia
Els sectors importants de l'economia són la indústria mecànica, la fabricació de mobles, l'agricultura, la pesca comercial i l'aqüicultura. Els dos primers són predominants al poble Ørsta mentre que l'agricultura és més predominant a les poblacions veïnes de Follestaddalen, Åmdalen i Bondalen. Per altra banda, a la part nord del municipi es té una forta tradició marítima, amb Vartdal com a llar d'una de les flotes més grans de vaixells pesquers de Noruega.

## Transport
Al municipi s'hi troba l'aeroport d'Ørsta-Volda, Hovden, el qual és l'aeroport regional pels habitants dels municipis d'Ørsta, Volda, Vanylven, Sande, Ulstein, Hareid i Herøy. La ruta europea E39 travessa el municipi de nord asud. Ørsta està vinculada a Sula i Sykkylven pel ferri que para a l'extrem nord de Festøy. També està vinculat al municipi d'Ulstein pel túnel d'Eiksund, un túnel submarí obert el 23 de febrer de 2008 que és, actualment, el més profund del món amb 287 metres per sota de la superfície del mar.

## Residents famosos
- Ivar Aasen, filòleg noruec i lexicògraf, creador del llenguatge Nynorsk
- Helge Barstad, polític
- Anders Hovden, sacerdot noruec i poeta, creador de salms com Fagert er landet.